# Folwarki Żydaczowskie
Folwarki Żydaczowskie (ukr. Фільварки Жидачівські) – dawna miejscowość na Ukrainie, na terenie obecnego rejonu żydaczowskiego w obwodzie lwowskim, od 1925 część Żydaczowa, tuż na południe od centrum.
Dawniej jednostkowa gmina wiejska, za II RP w powiecie żydaczowskim województwa stanisławowskiego. Liczba mieszkańców w 1921 roku wynosiła 173. 1 stycznia 1925 roku gmina została zniesiona, a jej obszar włączony do Żydaczowa.
Po wojnie obszar ten wszedł w struktury administracyjne Związku Radzieckiego.